# Chaetopteryx subradiata
Chaetopteryx subradiata là một loài Trichoptera trong họ Limnephilidae. Chúng phân bố ở miền Cổ bắc.